# Gold de La Nouvelle-Orléans
Ne doit pas être confondu avec New Orleans Rugby Football Club.
Maillots
Le Gold de La Nouvelle-Orléans (officiellement en anglais : New Orleans Gold, parfois abrégé NOLA Gold) est un club américain de rugby à XV basé à Metairie. Créé en 2017, il évolue en Major League Rugby jusqu'en 2025.

## Historique
Alors que le projet de la Major League Rugby est dévoilé en février 2017, la ville de La Nouvelle-Orléans fait partie des neuf membres initialement désignés, sous l'égide du New Orleans RFC. Le club du NOLA Gold est finalement créé dans l'année. Il fait ainsi partie des sept équipes participant à l'édition inaugurale.
Sous la direction de Nate Osborne, les résultats de l'équipe sont moyens : 12 victoires en 24 matchs sur les deux premières saisons.
En janvier 2020, le Gold signe un accord de partenariat avec le club professionnel français de l'ASM Clermont Auvergne ; ce dernier acquiert par ailleurs une part minoritaire d'actionnariat de la franchise américaine.
L'équipe change de stade pour la saison 2020, quittant les installations de l'Archbishop Shaw High School pour l'enceinte du Gold Mine on Airline.
Malgré dix victoires en 2021, le Gold ne réussit pas à se qualifier. L'entraineur principal Nate Osborne est remplacé par l'ex-international samoan Kane Thompson, qui a porté les couleurs du club depuis sa création et venait d'effectuer sa première saison en tant qu'assistant.
Les résultats de l'équipe restent mitigés et caractérisés par une forte irrégularité. Le Gold est capable de grosses performances marquées par un jeu de qualité, mais également de défaites aussi piteuses qu'inattendues[réf. nécessaire]. En cinq années, l'équipe n'a jamais participé à la phase finale.
À l'issue d'une saison 2023 encore décevante, le club engage un nouvel entraineur en la personne du Néo-Zélandais Cory Brown. Kane Thompson garde une place dans l'équipe technique où il tient le rôle d'entraineur de la défense. En décembre 2023, le club annonce l'arrivée du Français Nicolas Godignon, nommé entraineur assistant chargé de la mêlée. Il sera également directeur de la formation et interviendra dans les écoles françaises de Louisiane.
Le 30 juillet 2025, la franchise annonce qu'elle ne prendra pas part à la saison 2026 de la Major League Rugby,.

## Identité visuelle

Évolution du logo
Depuis 2017

## Joueurs et personnalités du club

### Effectif 2025
| Poste            | Nom                 | Naissance         | Nationalité sportive | International | Dernier club      | Arrivée au club (année) |
| ---------------- | ------------------- | ----------------- | -------------------- | ------------- | ----------------- | ----------------------- |
| Pilier           | Jarred Adams        | 26 septembre 1996 | Samoa                | -             | Northland         | 2023                    |
| Pilier           | Matt Harmon         | 4 décembre 1995   | États-Unis           | 3 (0)         | Life RFC          | 2018                    |
| Pilier           | James Irey          | 26 février 1987   | États-Unis           | -             | Formé au club     | 2019                    |
| Pilier           | Tyler Matchem       | 4 octobre 2003    | Canada               | 2 (0)         | Formé au club     | 2025                    |
| Pilier           | Paul Mullen         | 16 novembre 1991  | États-Unis           | 23 (0)        | Utah Warriors     | 2025                    |
| Pilier           | Isaac Salmon        | 5 septembre 1996  | Nouvelle-Zélande     | -             | Toronto Arrows    | 2024                    |
| Pilier           | Bart Vermeulen      | -                 | Belgique             | -             | Old Glory DC      | 2024                    |
| Talonneur        | Alex Lopeti         | 12 avril 1999     | États-Unis           | -             | Austin Gilgronis  | 2022                    |
| Talonneur        | Pat O'Toole         | 1er février 1995  | États-Unis           | -             | Houston SaberCats | 2021                    |
| Talonneur        | Joe Taufete'e       | 4 octobre 1992    | États-Unis           | 37 (115)      | Houston SaberCats | 2025                    |
| Deuxième ligne   | Callum Botchar      | 3 octobre 1997    | Canada               | 2 (0)         | Taranaki          | 2024                    |
| Deuxième ligne   | Cam Dolan           | 7 mars 1990       | États-Unis           | 67 (105)      | Nottingham Rugby  | 2018                    |
| Deuxième ligne   | Kaden Duguid        | 24 août 1999      | Canada               | 4 (0)         | USA Limoges       | 2025                    |
| Deuxième ligne   | Will Waguespack     | 1er mars 1998     | États-Unis           | -             | Formé au club     | 2018                    |
| Troisième ligne  | Cian Darling        | 8 novembre 1999   | Irlande              | -             | Formé au club     | 2024                    |
| Troisième ligne  | Kélian Galletier    | 18/03/1992        | France               | 6 (0)         | USA Perpignan     | 2025                    |
| Troisième ligne  | Jonah Mau'u         | 28 juillet 1998   | Samoa                | -             | Moana Pasifika    | 2024                    |
| Troisième ligne  | Malcolm May         | 24 mars 1996      | États-Unis           | -             | Formé au club     | 2018                    |
| Troisième ligne  | Moni Tonga'uiha     | 4 octobre 1994    | États-Unis           | 1 (0)         | UC Santa Barbara  | 2017                    |
| Troisième ligne  | Osaiaisi Tonga’uiha | 6 octobre 1998    | États-Unis           | -             | Formé au club     | 2020                    |
| Troisième ligne  | Abe Turpen          | 14 novembre 2001  | États-Unis           | -             | Utah Warriors     | 2025                    |
| Demi de mêlée    | Luke Campbell       | 16 février 1995   | Nouvelle-Zélande     | -             | RC Narbonne       | 2023                    |
| Demi de mêlée    | Ruben de Haas       | 9 octobre 1998    | États-Unis           | 36 (38)       | Cheetahs          | 2025                    |
| Demi de mêlée    | Damian Stevens      | 2 juin 1995       | Namibie              | 39 (46)       | Yacare XV         | 2020                    |
| Demi d'ouverture | Reece Botha         | 16 septembre 2000 | Afrique du Sud       | -             | Formé au club     | 2023                    |
| Demi d'ouverture | Luke Carty          | 24 septembre 1997 | États-Unis           | 16 (60)       | Chicago Hounds    | 2025                    |
| Demi d'ouverture | Dorian Jones        | 27 septembre 1992 | Pays de Galles       | -             | SU Agen           | 2024                    |
| Centre           | Ross Depperschmidt  | 19 décembre 1992  | États-Unis           | -             | Formé au club     | 2019                    |
| Centre           | JP du Plessis       | 19 avril 1991     | Afrique du Sud       | -             | San Diego Legion  | 2021                    |
| Centre           | Nikolai Foliaki     | 25 décembre 1997  | Tonga                | 8 (0)         | Western Force     | 2025                    |
| Centre           | Jordan Jackson-Hope | 5 avril 1996      | Australie            | -             | Eastern Suburbs   | 2023                    |
| Centre           | Isaac Te Tamaki     | 20 février 1995   | Nouv.-Zélande        | -             | Southland Stags   | 2025                    |
| Ailier           | Ed Fidow            | 11 septembre 1993 | Samoa                | 19 (60)       | Rugby New York    | 2024                    |
| Ailier           | Xavier Mignot       | 27 janvier 1994   | France               | 1 (0)         | Lyon OU           | 2025                    |
| Ailier           | Jack Webster        | 15 novembre 1997  | États-Unis           | -             | Dallas Jackals    | 2023                    |
| Ailier           | Harley Wheeler      | 24 avril 1997     | États-Unis           | -             | Rugby ATL         | 2022                    |
| Arrière          | Cooper Coats        | 8 octobre 1996    | Canada               | 9 (45)        | Halifax Tars      | 2025                    |
| Arrière          | Caleb Makene        | 20 avril 1996     | Nouv.-Zélande        | -             | Utah Warriors     | 2025                    |

‌

### Joueurs internationaux à XV
- Juan Cappiello (en)
- Kyle Baillie (en)
- Eric Howard (en)
- Nikola Bursic
- Damian Stevens
- Kane Thompson
- Ignacio Dotti
- Cam Dolan
- JP Eloff (en)
- Tim Maupin (en)
- Ben Tarr (en)
- Dino Waldren

### Autres joueurs
- Robbie Coleman (en)
- Con Foley (en)

### Anciens entraineurs
- Nate Osborne (2018-2021)
- Kane Thompson (2022-2023)

## Bilan par saison
| Saison | Classement | Conférence | Pts | MJ | V  | N | D  | PM  | PE  | Diff  | B  | Phase finale   |
| ------ | ---------- | ---------- | --- | -- | -- | - | -- | --- | --- | ----- | -- | -------------- |
| 2018   | 6e         | -          | 17  | 8  | 3  | 0 | 5  | 209 | 291 | - 82  | 5  | non qualifié   |
| 2019   | 5e         | -          | 53  | 16 | 9  | 0 | 7  | 463 | 403 | + 60  | 17 | non qualifié   |
| 2020   | 2e         | Est        | 16  | 5  | 3  | 0 | 2  | 135 | 102 | + 33  | 4  | saison annulée |
| 2021   | 3e         | Est        | 51  | 16 | 10 | 1 | 5  | 375 | 378 | - 3   | 9  | non qualifié   |
| 2022   | 3e         | Est        | 25  | 16 | 4  | 0 | 12 | 358 | 517 | - 159 | 6  | non qualifié   |
| 2023   | 4e         | Est        | 35  | 16 | 7  | 0 | 9  | 339 | 435 | - 96  | 7  | non qualifié   |
| 2024   | 2e         | Est        | 50  | 16 | 10 | 0 | 6  | 410 | 349 | + 61  |    | non qualifié   |
| 2025   | 5e         | Est        | 32  | 16 | 4  | 0 | 12 | 428 | 473 | -45   | 16 | non qualifié   |